# Colors (canción de Halsey)
«Colors» es una canción de la compositora y cantante estadounidense Halsey, tomada de su álbum debut de estudio, Badlands (2015). Fue lanzada el 9 de febrero de 2016 como el tercer sencillo del álbum. La canción fue puesta a disposición como un sencillo de 7 " y un EP de cinco pistas remix titulado «Complementary Colors».

## Antecedentes
"Colors" es una canción electro pop, escrita por Halsey y Dylan Bauld, y producida por Dylan William. Halsey expresó a la revista ‹Complex›; "[El azul es] Sólo mi color creativo. Es como tantas cosas a la vez. Es eléctrico, y es brillante, pero también es tranquilo, también etéreo. El azul es sólo un color de otro mundo para mí. El azul es el cielo. El azul es el mar, el azul para mí representa el territorio inexplorado". En una entrevista para vevo, ella expreso: 
"Mi canción «Colors»  trata sobre una persona que es afectada por su pareja y luego su pareja la deja por la persona en la que se convirtieron, cuando, tu sabes, la otra lo hizo de esa manera".
El 21 de enero de 2016, Halsey reveló las portadas del sencillo a través de Twitter. El arte se había pintado en el lado de un edificio situado en la intersección de la calle de Franklin y de la avenida de Meserole en Williamsburg, Brooklyn. El cuadro muestra una silueta humana negra que se coloca delante de un fondo verde oscuro. La pintura de la lila salpica alrededor de la cabeza de la figura, que es una referencia al puente de la canción. Tras su lanzamiento, Madeline Roth, la colaboradora de MTV, comparó la revelación a la campaña publicitaria que precedió al álbum «Purpose» de Justin Bieber.

## Vídeo musical
El vídeo musical para Colors fue dirigido por Tim Mattia y publicado el 25 de febrero de 2016. Poco antes de su lanzamiento Halsey subió algunos teasers a sus cuentas de Facebook y Twitter. Además el vídeo esta coprotagonizado por el actor Tyler Posey.
El vídeo tuv una recepción positiva después de su estreno, con los críticos centrándose principalmente en el giro de la trama de vídeo. La revista ‹Nylon› contrasta la "naturaleza de ensueño" de la canción en la historia del vídeo como una montaña rusa.

## Presentaciones en vivo
"Colors" fue promocionada por Halsey en el programa de televisión Jimmy Kimmel Live, en Boston Calling Music Festival y en 02 Academy Islington, Londres.

## Lista de canciones
Todas las canciones fueron escritas por Ashley Frangipane y Dylan Bauld.
- Edición estándar

| "Complementary Colors - EP" |                                                   |          |  |
| N.º                         | Título                                            | Duración |  |
| 1.                          | «"Colors" (Stripped)»                             | 4:26     |  |
| 2.                          | «"Colors" (Audien Remix)»                         | 4:30     |  |
| 3.                          | «"Colors" (Sam Feldt Remix)»                      | 4:46     |  |
| 4.                          | «"Colors" (Blonde Remix)»                         | 4:58     |  |
| 5.                          | «"Colors" (Joel Fletcher & Nathan Thomson Remix)» | 4:11     |  |
| 22:01                       |                                                   |          |  |

## Posicionamientos en listas

### Semanales
| País            | Lista                                | Mejor posición |
| --------------- | ------------------------------------ | -------------- |
| Australia       | ARIA                                 | 99             |
| República Checa | Radio Top 100 Chart                  | 24             |
| República Checa | Singles Digitál Top 100 Chart        | 58             |
| Eslovaquia      | Singles Digitál Top 100 Chart        | 66             |
| Estados Unidos  | Bubbling Under Hot 100 Singles Chart | 8              |
| Estados Unidos  | Dance Club Songs Chart               | 23             |
| Estados Unidos  | Mainstream Top 40 Chart              | 38             |

### Certificaciones
| País           | Organismo certificador | Certificación | Copias certificadas | Ref.   |
| -------------- | ---------------------- | ------------- | ------------------- | ------ |
| Australia      | ARIA                   | Oro           | 35 000              | [ 17 ] |
| Brasil         | PMB                    | Oro           | 20 000              | [ 18 ] |
| Estados Unidos | RIAA                   | Platino       | 1 000 000           | [ 19 ] |

## Historial de lanzamiento
| Región                          | Fecha                 | Formato                             | Discográfica | Ref.   |
| ------------------------------- | --------------------- | ----------------------------------- | ------------ | ------ |
| Estados Unidos                  | 9 de febrero de 2016  | Adult album alternative radio       | Astralwerks  | [ 20 ] |
| Estados Unidos                  | 29 de febrero de 2016 | Hot adult contemporary radio        | Astralwerks  | [ 21 ] |
| Estados Unidos                  | 1 de marzo de 2016    | Contemporary hit radio              | Astralwerks  | [ 22 ] |
| Varios                          | 22 de abril de 2016   | Digital EP – "Complementary Colors" | Astralwerks  | [ 23 ] |
| Estados Unidos                  | 17 de junio de 2016   | Sencillo 7"                         | Astralwerks  | [ 24 ] |
| Varios (excepto Estados Unidos) | 24 de junio de 2016   | Sencillo 7"                         | Virgin EMI   | [ 25 ] |